# 11.ª División (Ejército Popular de la República)
La 11.ª División —conocida también como División «Líster»— fue una división perteneciente al Ejército Popular de la República y que combatió en la guerra civil española. Constituida en su mayor parte por soldados de ideología comunista y dirigida durante buena parte de su vida operativa por el comandante Enrique Líster y por Joaquín Rodríguez.
Fue una de las divisiones más fogueadas del Ejército Popular, participando en la mayoría de ofensivas y batallas que tuvieron lugar, casi siempre encuadrada en el V Cuerpo de Ejército. La unidad constituyó una auténtica fuerza de tropas de choque en todas las ofensivas republicanas. Es recordada por su actuación en batallas como la de Guadalajara, Brunete o el Ebro, y durante la disolución del Consejo Regional de Defensa de Aragón.

## Orígenes
Su origen se halla en el Quinto Regimiento, ya que la mayoría de sus miembros y oficiales procedían de esta milicia comunista. Cuando fue disuelta definitivamente el 22 de enero de 1937, se convirtió en la base tanto de la 11.ª División como de otras unidades militares republicanas de adscripción comunista. Una de las unidades procedentes del Quinto Regimiento constituyó el Batallón «Líster», llamado así en honor a Enrique Líster, veterano comandante ya en los primeros enfrentamientos en la guerra civil española junto con gran parte de sus integrantes. Con la creación de las primeras brigadas mixtas, el batallón fue integrado en la 1.ª Brigada Mixta, que fue inmediatamente puesta al mando de Líster, y pasó a ser una de las unidades de élite en la Defensa de Madrid frente al asalto a la capital de las columnas africanas.

## Historial de operaciones

### Batalla del Jarama
Aunque la 11.ª División fue creada oficialmente el 24 de enero, tenía su verdadero origen en la llamada División «C» del Ejército Popular de la República, creada circunstancialmente con la agrupación de varias brigadas mixtas enviadas a la zona del Jarama para hacer frente al ataque de los sublevados hacia la carretera de Valencia. En la posterior batalla los hombres de Líster se emplearon a fondo para detener la ofensiva de las tropas sublevadas. Especialmente cruentos fueron los asaltos que realizaron las brigadas republicanas contra la posición de «El Pingarrón», que supusieron un elevado número de bajas para las tropas republicanas. A finales de febrero, finalmente el avance rebelde en el Jarama fue frenado y fijado hasta el final de la guerra. Con la reorganización del Ejército del Centro ya quedó firmemente establecida como 11.ª División.

### Batalla de Guadalajara

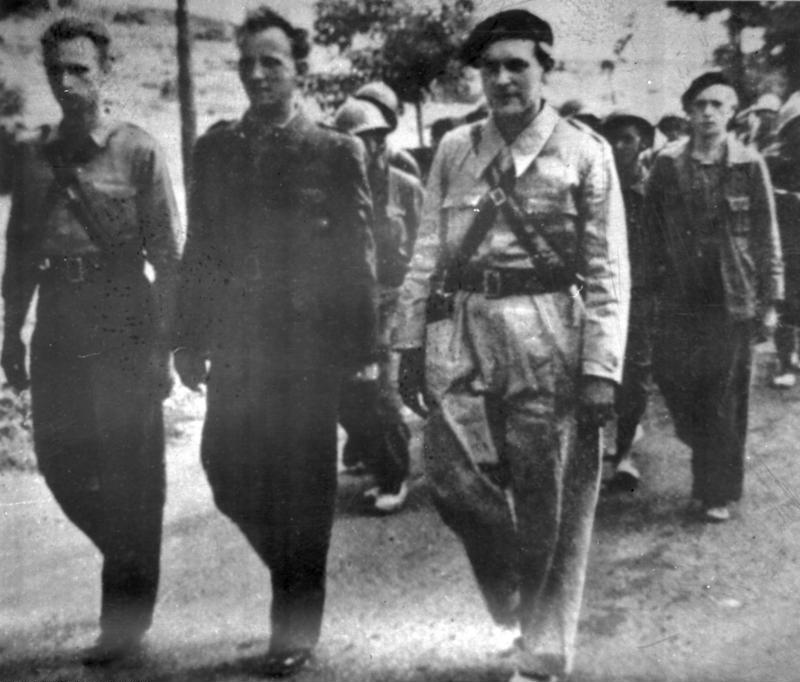
Miembros de la XI Brigada Internacional, entonces integrada en la 11.ª División, durante la batalla de Guadalajara.

Después del baño de sangre del Jarama, la división estaba rehaciéndose cuando fue enviada a Guadalajara, donde los italianos habían lanzado una ofensiva el 8 de marzo con la intención de encerrar a los republicanos en una bolsa alrededor de Madrid. En aquel momento la división estaba formada por las brigadas 1.ª Bis, XI Internacional «Thälmann», XII Internacional «Garibaldi» y la 1.ª Brigada móvil de Choque comandada por Valentín González «El Campesino». La división fue encuadrada junto con las divisiones 12.ª, que ya cubría el frente de Guadalajara, y 14.ª (al mando de Mera) en un recién creado IV Cuerpo de Ejército bajos las órdenes de Enrique Jurado, para ser lanzada contra el flamante CTV, que amenazaba con hacer caer todo el frente republicano.
El 10 de marzo de 1937 los «Llamas negras» y los «Flechas negras» italianos rompieron el frente de la 11.ª División y llegaron hasta Trijueque, pero los alemanes de la XI Brigada Internacional lograron detener el envite, especialmente con la intervención de su Jefe de Estado Mayor, Ludwig Renn; los interbrigadistas italianos de la brigada «Garibaldi» también contuvieron el ataque. Al día siguiente Líster ordenó a la división un contraataque general, con el apoyo de los carros soviéticos T-26. Los alemanes de la Brigada «Thaelmann» lograron reconquistar Trijueque a punta de bayoneta, mientras los italianos emprendieron una desbandada general.
El 18 de marzo las divisiones de Enrique Líster y Cipriano Mera confluyeron sobre Brihuega bajo el apoyo de 70 tanques soviéticos. La localidad se encontraba casi cercada por los republicanos cuando se produjo otra desbandada de sus defensores italianos; La actuación de los hombres de Líster fue determinante en el contraataque republicano. La División hizo muchos prisioneros y capturaron gran cantidad de material de guerra abandonado por éstos durante su retirada. Si bien para Líster y para la 11.ª División esta batalla fue un momento de júbilo, para los antifascistas italianos de la XII Brigada Internacional constituyó una victoria moral sobre el fascismo italiano.

### Frente del Centro
Entre el 10 y el 14 de abril participó en un fallido ataque contra el Cerro Garabitas, posición de elevado valor estratégico que era utilizada como punto de observación para la artillería franquista que bombardeaba Madrid. Tras sufrir numerosas bajas, la operación se canceló y más tarde la división participaría en la batalla del Sur del Tajo.
Para aliviar la presión franquista sobre la zona republicana en el Norte, el Estado Mayor Central republicano planeó una ofensiva en el Frente de Madrid con la intención de rodear a las divisiones sublevadas que rodeaban la capital. La división fue encuadrada en el nuevo V Cuerpo de Ejército, junto a las divisiones 15.ª y 46.ª. En esta operación contaba entre sus filas con las brigadas mixtas 1.ª y 9.ª, veteranas ya en la unidad. La unidad comenzó la ofensiva al amanecer del 6 de julio, tras un duro ataque de artillería y aviación; Al cabo de unas horas habían avanzado unos 16 kilómetros y habían rodeado Brunete. En lo que acabó siendo la conocida como batalla de Brunete, la unidad tuvo buenos movimientos tácticos enfrentándose a las tropas del coronel Fernando Barrón. Sin embargo, Líster no continuó el avance hacia Boadilla del Monte como estaba establecido en el plan, y agotados por la falta de iniciativa para continuar el avance hacia otros objetivos, sus hombres se atrincheraron en Brunete.
Ante la ofensiva republicana, Franco envió fuertes refuerzos para recuperar el terreno perdido. La 11.ª División fue la encargada de rechazar todas las acometidas de Barrón y su 13.ª División. Líster y sus hombres lograron resistir en el cementerio de Brunete hasta el 25 de julio, pero terminarían perdiendo la disputada localidad. Con grandes bajas y pérdidas materiales para la división, la batalla había finalizado.

### Ofensivas en Aragón
En el mes de agosto Líster y sus tropas fueron enviados a Aragón, con el argumento de ir de maniobras militares. En realidad se pretendía tomar el control del Consejo Regional de Defensa de Aragón, que hasta entonces había escapado de la autoridad del gobierno republicano y actuaba por cuenta propia. Así, las tropas de la división ocuparon militarmente el territorio administrado por el «Consejo de Aragón», llevando a cabo la disolución de la entidad por orden gubernamental. Joaquín Ascaso y el resto de responsables del Consejo fueron detenidos bajo varias acusaciones. El hecho de haberse escogido a esta unidad para la tarea demostró la confianza y fiabilidad que ofrecía dentro del Ejército Popular de la República.

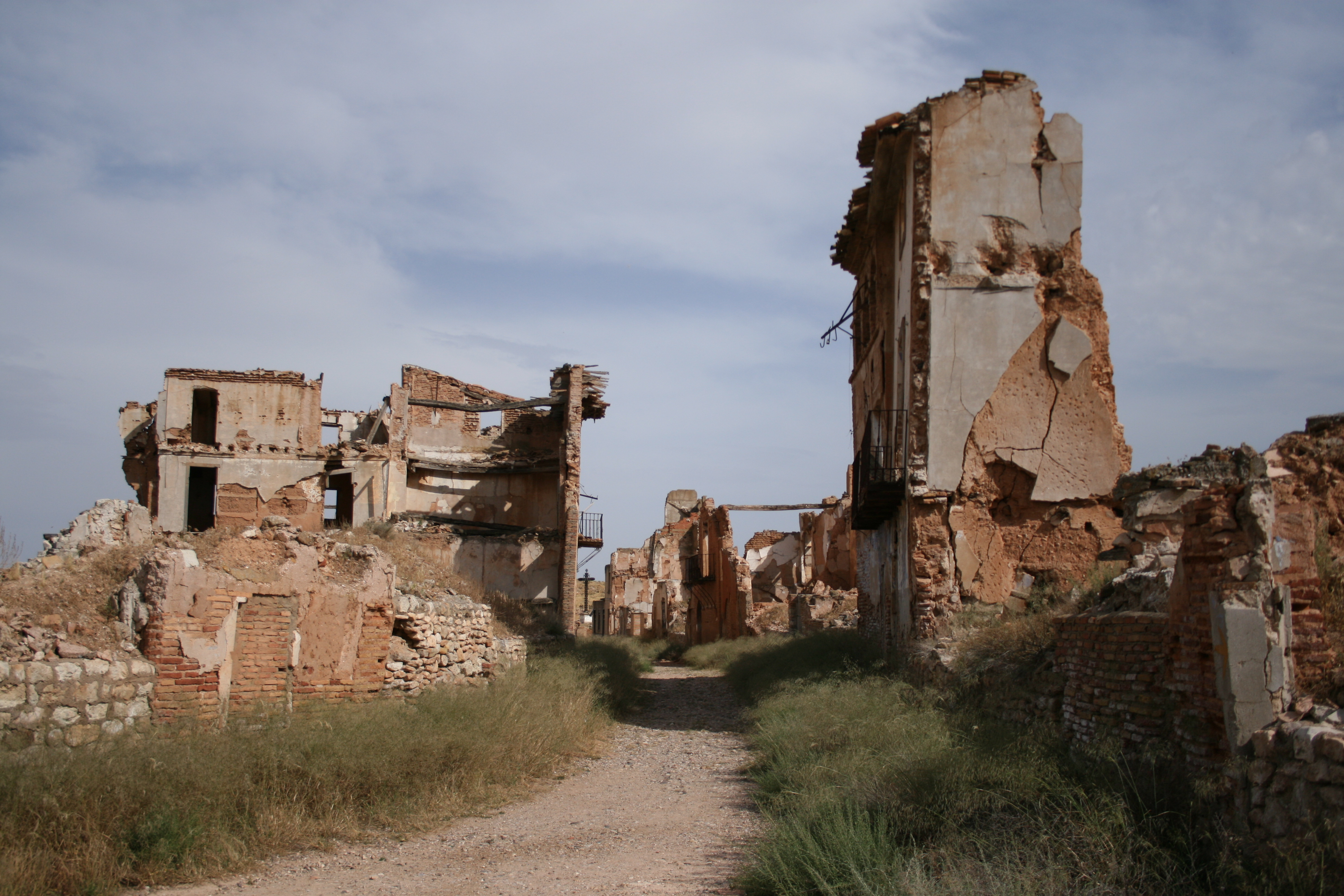
Restos de la localidad de Belchite, que resultó arrasada durante el asalto en el que participó la 11.ª División.

Una vez establecida allí, el 24 de agosto participó en la ofensiva de Zaragoza que acabaría dando lugar a la batalla de Belchite. La división combatió agrupada junto a la 35.ª (Internacional), mandada por el General «Walter», y de nuevo con la 46.ª de «El Campesino»; La división seguía encuadrada dentro del V Cuerpo de «Modesto». La resistencia de la guarnición sublevada en Belchite fue una sorpresa, pues en inferioridad logró rechazar a fuerzas muy superiores en número. Los hombres de Líster lucharon en un combate casa por casa en la disputada localidad, que finalmente cayó el 6 de septiembre. La división volvió a participar en una nueva tentativa sobre Zaragoza en el mes de octubre, esta vez a través de Fuentes de Ebro. Tras una desastrosa incursión de Líster empleando los nuevos tanques BT-5, la campaña se estabilizó. Después del periodo de ofensivas, la división permaneció en Aragón durante el otoño de 1937 recibiendo refuerzos y reequipándose para la siguiente ofensiva de las tropas gubernamentales.
En la ofensiva del ejército republicano sobre Teruel la 11.ª luchó junto a la 25.ª División de García Vivancos en la llamada columna «Norte», divisiones que a su vez estaban encuadradas en el XXII Cuerpo de Ejército), al mando del teniente coronel Juan Ibarrola. Como en otras ofensivas, la actividad de la 11.ª División fue destacada ya que recibió la misión de romper el frente e ir a la vanguardia del ataque; así pues, el 15 de diciembre rompió las líneas al norte de la ciudad mientras caía una fuerte nevada. Al atardecer, la ciudad estaba rodeada por los republicanos y Líster se dirigió hacia la elevación conocida como «La Muela», estratégica posición para asegurar el dominio de la ciudad. La unidad de Líster llevó gran parte de los combates durante la defensa de la plaza de Teruel ya después de conquistada por los republicanos, quedando muy desgastada como otras unidades republicanas que participaron en la batalla. Cuando la defensa de la ciudad fue virtualmente imposible, Líster recibió órdenes de retirar a sus tropas; esto le valió las críticas de «El Campesino», que quedó cercado con la 46.ª División en la ciudad aunque tanto Líster como «Modesto», jefe del V Cuerpo de Ejército, acusaron a su vez al «Campesino» de que había huido de Teruel dejando abandonados a sus hombres.

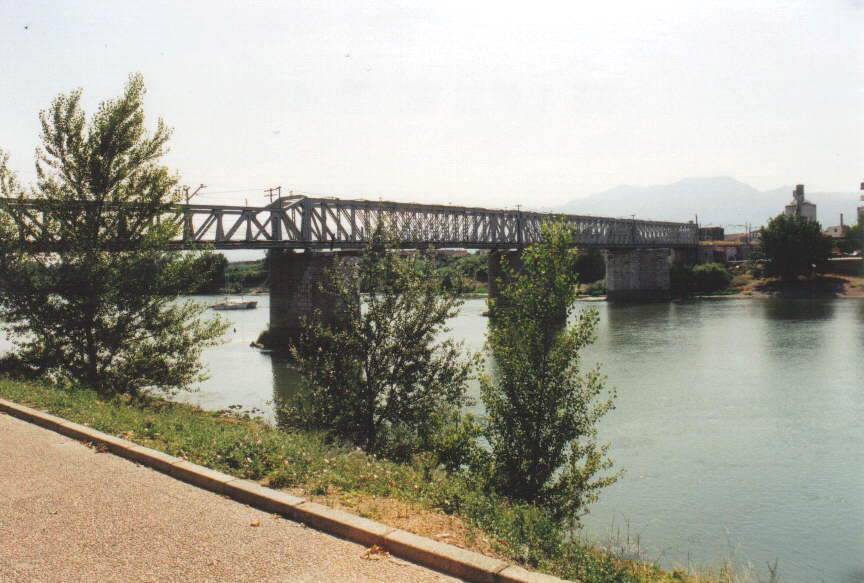
Puente metálico del ferrocarril de Tortosa. Tras la ofensiva de los sublevados en Aragón, aquí fue donde los hombres de Líster detuvieron a los italianos del CTV.

Tras la batalla de Teruel, quedó emplazada en la retaguardia para rehacerse del fuerte desgaste a que se había visto sometida. No obstante, tras la reconquista de Teruel los «nacionales» (franquistas) lanzaron una gran ofensiva a lo largo de todo el Frente de Aragón. Las tropas republicanas del Frente de Aragón fueron completamente sorprendidas por la ofensiva, produciéndose la desbandada del Ejército del Este. En medio de la retirada, las tropas de la 11.ª División se emplearon a fondo contra las unidades italianas del CTV cuando éstas llegaron desembocadura del Ebro a comienzos de abril. Su resistencia fue decisiva para detener su avance en el Ebro, pero la división quedó encerrada en Cataluña y aislada del resto de la España republicana cuando las tropas del general Antonio Aranda llegaron al Mediterráneo el 3 de abril, cortando el territorio republicano en dos.
Con la separación de la zona republicana en dos, el Estado Mayor Central republicano planteó una operación para cruzar el río Ebro e intentar conseguir la unión de las dos zonas de nuevo; para ello, se creó el Ejército del Ebro con el objetivo de ser el encargado de llevar el peso de las operaciones. Al crearse este ejército, se le encomendaría al teniente coronel Líster el mando del V Cuerpo, por lo que el mando de la División pasó a estar bajo el mayor de milicias Joaquín Rodríguez López. En junio de 1938 estaban encuadradas en la división las brigadas mixtas 1.ª, 9.ª y 100.ª, cuando estaban a la espera de cruzar el río Ebro.

### Batalla del Ebro

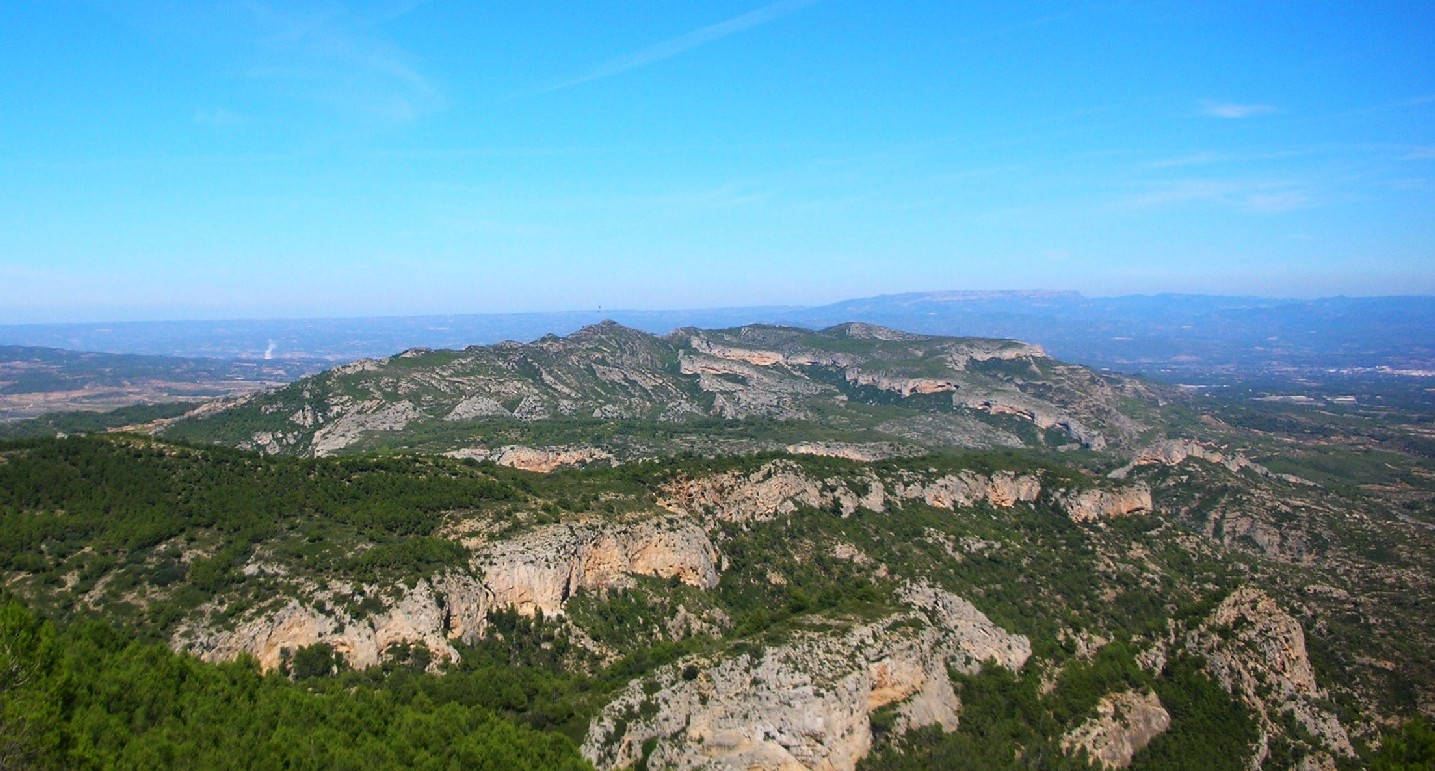
Vista de la sierra de Pàndols, posición defendida por los hombres de la 11.ª División durante la batalla del Ebro.

La división cruzó el Ebro entre Ginestar y Benifallet la madrugada del 25 de julio, como punta de lanza del ataque de todo el V Cuerpo. Pese a ser una de las unidades más apreciadas por Modesto —comandante en jefe del Ejército del Ebro—, tuvo el «honor» de ser la unidad que más pronto fue descubierta por las tropas franquistas y, por tanto, la que tuvo que hacer frente a la resistencia más organizada durante el ataque. Pese a las dificultades, la división cumplió sus objetivos y se lanzó hacia Mora de Ebro, cuya población era la más importante de la ribera al contar con un número elevado de tropas enemigas, si bien esta no pudo ser tomada cruzando el río. La única manera de tomar la villa era envolviéndola, cosa que se consiguió, dejando aislados a sus defensores. Tras asegurar la posición de la cabeza de puente, continuó el avance hacia el interior, esta vez con la misión de enlazar con las tropas de la 46.ª División para hacerse con el control de las sierras de Pandols y Cavalls, posiciones que dominaban las alturas de Gandesa y que también constituían excelentes puntos de observación y defensa. A primeras horas del día 26 los republicanos lograron hacerse con el control de estas posiciones, pero se encontraban físicamente agotados y no pudieron lanzarse al asalto de Gandesa ni continuar el avance hacia las localidades de Bot o Batea, situadas al sur de la primera.
El día 2 de agosto, frenado el avance republicano, la unidad se encontraba establecida en la sierra de Pàndols, que había ocupado con poca resistencia enemiga y donde había aguantado a la 84.ª División franquista. Se fortificó en la zona y se preparó para resistir el esperado contraataque enemigo, que comenzó entre los días 6 y 9. Durante una semana sus veteranos soldados soportaron una lluvia de proyectiles de artillería y aviación, a la vez que rechazaron numerosas cargas de la infantería franquista, singularmente la IV División Navarra que integraba tres banderas de la Legión. El interés de Modesto por mantener la posición de Pandols le llevó a ordenar la integración de toda la artillería del V Cuerpo en la 11.ª División. En total, la unidad consiguió aniquilar al 2.º Batallón de Flandes y combatió cuerpo a cuerpo con el grueso de la IV División Navarra en sucesivas oleadas hasta el 15 de agosto, cuando las tropas franquistas ocuparon las cotas dominantes de la sierra, entre ellas la más estratégica, la 705 (esta cota, la más elevada y donde se encontraba la ermita, cambió de manos en ocho ocasiones el 14 de agosto). Con un elevado número de bajas entre soldados y oficiales, muchos de ellos fruto del intenso fuego de la artillería y de los enfrentamientos cuerpo a cuerpo en los puntos más elevados de la sierra, las unidades de la división fueron relevadas el mismo día 15, sustituidas parcialmente por la 35.ª División. Durante las siguientes semanas estuvo situada en retaguarda, reponiéndose de las bajas.
A principios de septiembre la división regresó a sus antiguas posiciones en la sierra de Pàndols, donde volvería a tener encarnizadas luchas con las divisiones franquistas en los siguientes meses, aunque solo perdió algunas posiciones claves que obligaron nuevos relevos. A finales de octubre tuvo lugar la última contraofensiva franquista en la batalla del Ebro y en esta ocasión la machacada 11.ª División no pudo hacer frente a la avalancha que se le venía encima; el 5 de noviembre volvía a cruzar el Ebro por Benifallet.

### Campaña de Cataluña
Tras la batalla del Ebro, la unidad fue retirada a la retaguardia para poder reorganizarse, quedando en la reserva. Sin embargo, no pasó mucho hasta que las tropas sublevadas lanzaron su ofensiva final  sobre Cataluña el 23 de diciembre y la 11.ª División tuvo que ser rápidamente desplegada en el frente del Segre junto con el resto del V Cuerpo de Ejército para taponar la brecha abierta. Líster, con su cuartel general en Castelldans, logró contener la acometida franquista durante casi dos semanas, principalmente en torno a la población de Borjas Blancas. El 3 de enero de 1939 los sublevados lanzaron un nuevo asalto sobre las fuerzas de Líster, con los blindados en la vanguardia del ataque; finalmente, los hombres de la división hubieron de abandonar sus líneas de defensa y el 4 de enero la población devastada de Borjas Blancas cayó en manos de los italianos del CTV. A pesar de todo, algunas fuerzas de Líster contraatacaron e hicieron prisioneros a varios italianos, que fueron fusilados después de un interrogatorio.
Tras la dura resistencia en el frente del Segre, quedaba abierta la retirada, que ya no se detendría, hasta la frontera francesa. Así, el Ejército del Ebro cubrió la retirada por la zona costera hasta alcanzar Barcelona (donde se pretendía organizar una resistencia evocando a la de Madrid en 1936), por donde continuaron retirándose tanto la división como otras unidades del V Cuerpo. Lo cierto es que para estas fechas la división estaba mermada tanto en efectivos humanos como materiales, si bien pudo mantener una dura resistencia en la medida de sus posibilidades. A principios de febrero las unidades de la división llegaron al norte de Cataluña junto a otras unidades republicanas, donde intentaron organizar una última línea de defensa aprovechando el nuevo material militar que estaba llegando desde el otro lado de la frontera francesa.
La estrategia era resistir hasta que estallara la guerra en Europa, entre los regímenes fascistas y las democracias occidentales, para así quedar enlazados ambos conflictos con las consecuencias que ello tendría. Modesto y Líster pretendían evacuar a Francia los restos del Ejército del Ebro para, una vez allí, trasladarlos a la zona central para continuar la lucha, aunque fue una idea completamente fuera de lugar para las circunstancias reales. Aún resistió, brevemente, el 5 de febrero en aguas del río Ter y, el día 8 en aguas del Muga. Finalmente, a primeras horas del 9 de febrero las últimas unidades de la división cruzaron la frontera junto con el resto del Ejército del Ebro bajo mando de «Modesto». Al día siguiente todos los pasos fronterizos entre España y Francia estaban en manos de los ejércitos franquistas. Allí los veteranos y supervivientes de la unidad fueron desarmados y confinados en campos de internamiento, desapareciendo así la 11.ª División.

## En la cultura popular
El origen de la división se halla principalmente en el Quinto Regimiento (famoso entre la población), en tanto que la mayoría de sus miembros procedían de este regimiento de milicias. Cuando esta unidad fue disuelta definitivamente el 22 de enero de 1937, se convirtió en la base de la 11.ª División, que ganaría fama durante la guerra, llegando a ser la piedra angular de los Ejércitos de maniobra republicanos. Una canción popular decía de éste que «su compañía de ametralladores cantaba La Internacional con sus ráfagas».

## Mandos de la división
Comandantes

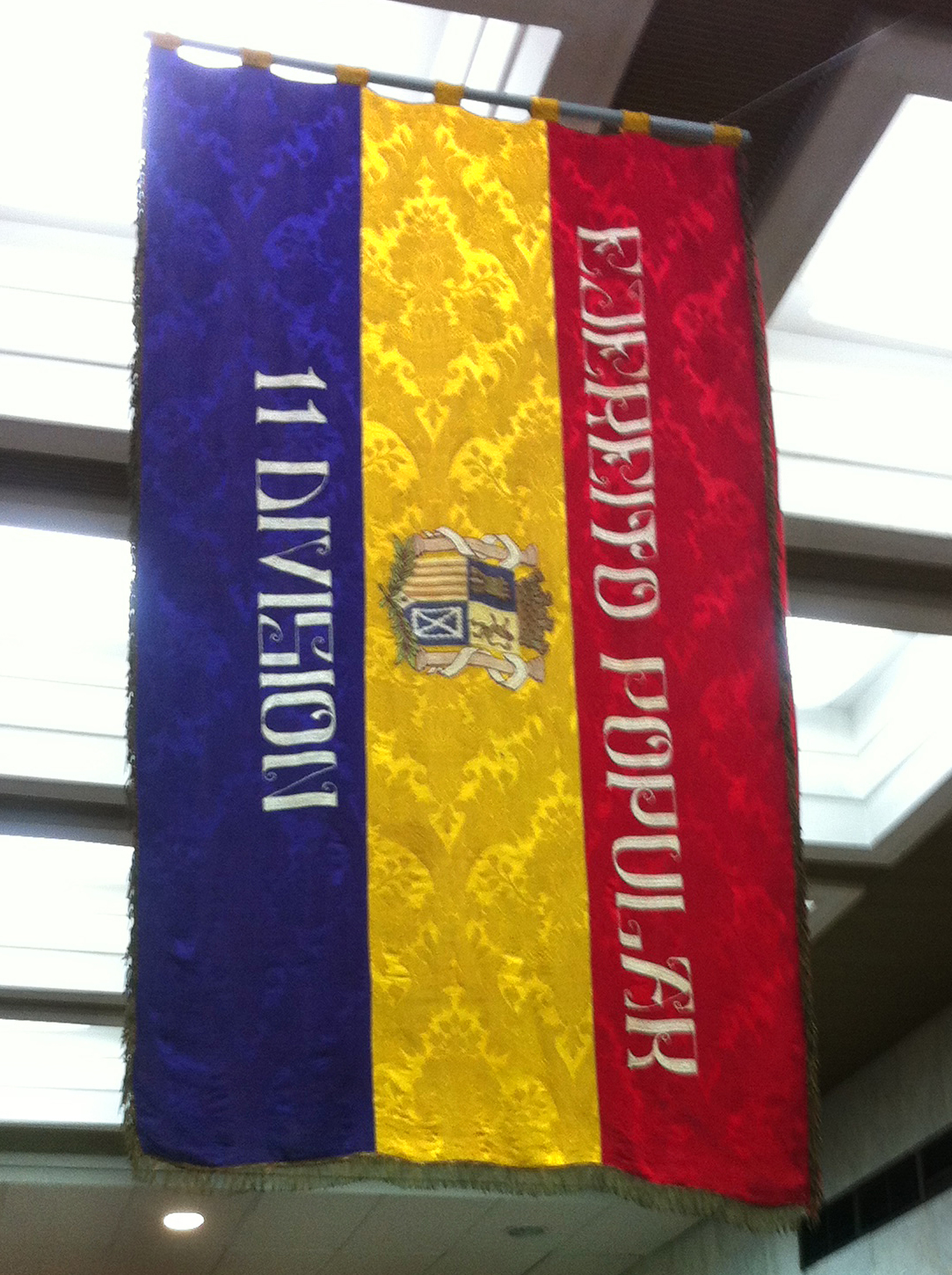

- Mayor de milicias Enrique Líster Forján, desde el 24 de enero de 1937;
- Mayor de milicias Joaquín Rodríguez López,[45] desde el 30 de abril de 1938;

Comisarios
- Santiago Álvarez Gómez,[46] del PCE, entre enero y diciembre de 1937;
- José Fusimaña Fábregas,[47] del PCE, destinado entre diciembre de 1937 y julio de 1938;
- Ángel Barcia Galeote,[48] del PCE, destinado entre julio y septiembre de 1938;

Jefes de Estado Mayor
- Comandante de Estado Mayor Julio Suárez-Llanos Adriansens, desde enero de 1937;
- Comandante de infantería Manuel López Iglesias,[49] desde 4 de abril de 1937;
- Mayor de milicias Fernando Pozo Oliver,[50] desde julio de 1938;
- Mayor de milicias Jesús Sáiz Barberá, desde diciembre de 1938 hasta el final de la guerra;

## Orden de batalla
| Fecha                   | Cuerpo de Ejército adscrito | Brigadas Mixtas integradas      | Frente de batalla |
| ----------------------- | --------------------------- | ------------------------------- | ----------------- |
| Febrero de 1937         | III Cuerpo de Ejército      | 1.ª, 1.ª Bis, 23.ª, 66.ª y 70.ª | Jarama            |
| Marzo de 1937           | IV Cuerpo de Ejército       | 1.ª Bis, XI, XII y 10.ª         | Guadalajara       |
| 2 de abril de 1937      | V Cuerpo de Ejército        | 1.ª, 48.ª y 71.ª                | Madrid            |
| 27 de abril de 1937     | V Cuerpo de Ejército        | 1.ª, 9.ª y XII                  | Madrid            |
| 4 de julio de 1937      | V Cuerpo de Ejército        | 1.ª, 9.ª y 100.ª                | Brunete           |
| 15 de diciembre de 1937 | XXII Cuerpo de Ejército     | 1.ª, 9.ª y 100.ª                | Teruel            |
| 13 de marzo de 1938     | V Cuerpo de Ejército        | 1.ª, 9.ª y 100.ª                | (Reserva)         |
| Diciembre de 1938       | V Cuerpo de Ejército        | 1.ª, 9.ª y 100.ª                | Segre             |